# 奁
奁，現代多稱為化妝箱、首飾箱、飾物盒，为盛放梳妆用品和飾品的器具。

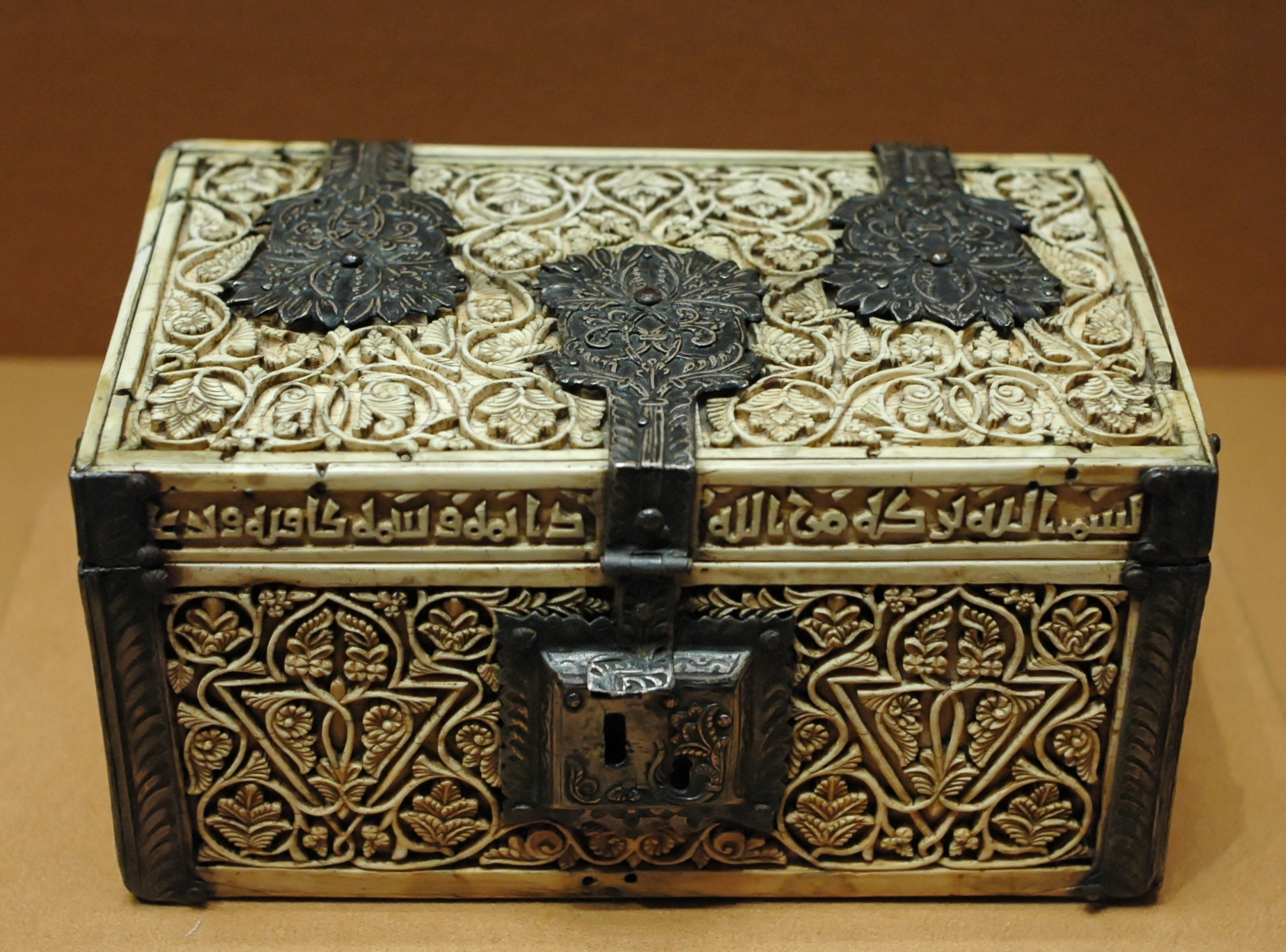
西班牙古代的奩

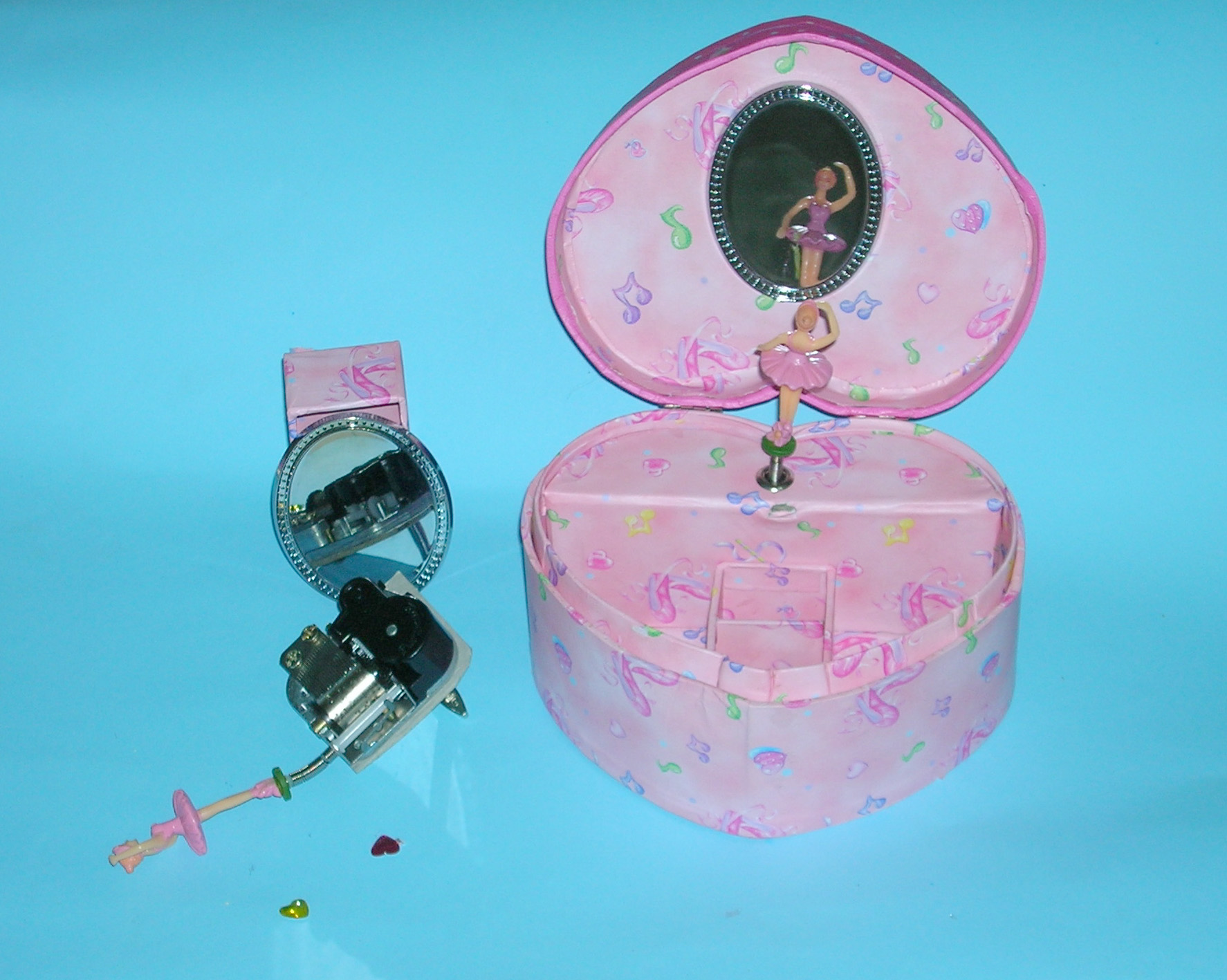
一個現代式樣、配上八音盒和芭蕾舞者的奩

傳統樣式的奩常被人視為工藝品收藏。中国古代的奩多用漆木或陶制成，战国至唐朝、宋朝年间以圆形、矩形或多边形常见，大多分层，后来发展成为可以开合的梳妆镜匣。於日本、朝鮮半島、越南古代亦見到類似材質和樣式的奩。日本也有一些以紙板黏上和紙製成的奩（貼箱）。西方傳統的奩則常用金、銀、象牙等製成，奩的表面上常雕刻花紋作裝飾。
現代的則有金屬、玻璃、塑膠、皮革為材質的奩，以實用為主，但亦有製作精美的產品可作裝飾、擺設之用，有各種不同的形狀。亦有一些配上八音盒的，只要上發條就會播放音樂。

## 引申義
由於奩在中國古代常用作女子出嫁時的嫁妝，所以「奩」和「妝奩」也常用來借代嫁妝。

## 延伸阅读
[在维基数据编辑]
 《欽定古今圖書集成·經濟彙編·考工典·奩部》，出自陈梦雷《古今圖書集成》